# Mercedes-Benz M 130
| Mercedes-Benz        | Mercedes-Benz             |
| -------------------- | ------------------------- |
|                      |                           |
| Hersteller:          | Mercedes-Benz             |
| Produktionszeitraum: | 1967–1980                 |
| Bauform:             | Sechszylinder-Reihenmotor |
| Verbrennungsprinzip: | Ottomotor                 |
| Hubraum:             | 2,8 Liter (2778 cm³)      |
| Vorgängermodell:     | M 108/129                 |
| Nachfolgemodell:     | M 110                     |

Der Mercedes-Benz M 130 ist ein Sechszylinder-Reihenmotor (Ottomotor) mit 2,8 Litern Hubraum von Daimler-Benz, der von 1967 bis 1980 produziert wurde.
Der Typ wurde von den 2,5-Liter-Motoren M 108/129 (mit Vergaser bzw. Saugrohreinspritzung) abgeleitet und hatte anstatt der paarweisen Zylinderanordnung einen gleichmäßigen Zylinderabstand. Durch den Wegfall der durchgehenden Wassermäntel zwischen den drei Zylinderpaaren (es gab nur noch im oberen Bereich einen Schlitz, der zur Kühlung ausreichte), konnte bei gleicher Länge des Motorblocks die Bohrung von 82 auf 86,5 mm erhöht werden. Der Hub blieb wie bei den M 108/129 bei 78,8 mm.
Die Gemischaufbereitung erfolgte entweder durch mechanische Bosch-Saugrohreinspritzung oder durch zwei Zenith-Fallstrom-Registervergaser und der Motor leistete im Normalfall 140 (103) bzw. 160 PS (118 kW). Bei den Modellen Mercedes-Benz 280 SL („Pagode“) und 300 SEL 2.8 wurde die Leistung durch Verwendung einer Nockenwelle mit längeren Ventilöffnungszeiten und Anpassung der Einspritzpumpe auf 170 PS (125 kW) gesteigert.
Aufgrund strengerer Abgasregelungen in den USA gab es zudem eine niedriger verdichtete Einspritzversion, bei der auch der Zündwinkel zurückgenommen wurde. Beide Maßnahmen führten zwar zu besseren Abgaswerten, aber auch zu einem höheren Verbrauch.
Der Nachfolger M 110 mit DOHC-Ventilsteuerung erschien 1972; im Unimog 404 wurde der M 130 noch bis 1980 verwendet.

## Eigenschaften
- Sechszylinder-Reihenmotor; Motorblock aus Gusseisen; Zylinderkopf aus Aluminiumlegierung
- Kurbelwelle mit sieben Hauptlagern
- OHC-Ventilsteuerung: Eine Nockenwelle im Zylinderkopf; zwei Ventile pro Zylinder
- mechanische Bosch-6-Stempel-Einspritzpumpe mit Kennfeldsteuerung bzw. zwei Fallstrom-Registervergaser Zenith 35/40 INAT mit Startautomatik
- Verdichtungsverhältnis: 9,5:1 (280 SE) bzw. 9,0:1 (280 S)[2][3]

## Technische Daten
Bohrung und Hub: 86,5 mm × 78,8 mm; Hubraum: 2778 cm³
| Baumuster  | Bauzeit   | Verdichtung | Leistung PS | Drehmoment Nm bei 1/min | F-Code    | Modell                                                  |
| ---------- | --------- | ----------- | ----------- | ----------------------- | --------- | ------------------------------------------------------- |
| M130.920 V | 1967–1972 | 9,0         | 140         | 228 / 3600              | 108.016   | 280 S Limousine                                         |
| M130.921 V |           |             |             |                         |           |                                                         |
| M130.922 V |           | 7,8         | 110         |                         | U110S     | Unimog 404.113                                          |
| M130.923 V | 1970–1973 | 8,7         | 130         | 220 / 3200              | 114.011   | 250 2.8                                                 |
| M130.924 V |           |             |             |                         |           |                                                         |
| M130.925 V | 1971–1980 | 7,8         | 110         | 245 / 3200              | U110      | Unimog 404.012/3                                        |
| M130.980 E | 1968–1972 | 9,5         | 160         | 245 / 4250              | 108.018   | Mercedes-Benz 280 SE Limousine (W 108), „alte S-Klasse“ |
| M130.980 E | 1967–1971 | 9,5         | 160         | 245 / 4250              | 111.024/5 | 280 SE Coupé / Cab.                                     |
| M130.981 E | 1968–1970 | 9,5         | 170         | 245 / 4500              | 109.016   | 300 SEL 2.8                                             |
| M130.983 E | 1968–1971 | 9,5         | 170         | 245 / 4500              | 113.044   | 280 SL                                                  |
| M130.984 E | 1968–1972 | 7,8         | 140         | 218 / 4000              | div.      | 280 SE(C) / SL                                          |